# Лі Сяолан
Лі Сяолан (кит. 李 小狼, англ. Showron Li, Syaoran Li) — вигаданий персонаж в аніме «Сакура — ловець карт» і однойменній манзі студії Clamp. Спочатку — другорядний, в подальшому — один з центральних персонажів; нащадок Клоу Ріда, суперник і конкурент, пізніше — друг і коханий Сакури. Сяолан також згадується в аніме xxxHolic (живе в тому ж світі, що й Юко Ітіхара і Кіміхіро Ватанукі) і Tsubasa: Reservoir Chronicle. Зі сну Сакури Лі випливає, що в ньому Сакура Кіномото дала їй Зоряний Жезл, і вона також зустріла свого Сяолана Лі.
Поширеною темою в фанфікшні є згадка про Сяолана в ролі принца (можливо, це вплив аніме Tsubasa: Reservoir Chronicle). Актриса Мотоко Кумаі, яка озвучувала Сяолана, виконує його музичну тему в 57 епізоді Cardcaptor Sakura, що називається «Ki Ni Naru Aitsu» (у перекладі — «Дівчина, яка мені не байдужа»). Ім'я Сяо Лан означає «маленький вовк» і схоже на Сяо Лун (Xiao Long) — «Маленький дракон» — яке є одним з прізвищ Брюса Лі. В українській і російській мовах існують два варіанти перекладу — через японську й китайську транскрипції — Сяолан і Сяоран відповідно.
Сяолан і Сакура є однією з найпопулярніших романтичних пар в аніме-культурі.

## Особистість Сяолана

### Сім'я
В оригінальному серіалі сюжет розпливчасто стосується сімейних деталей Сяолана. До Японії хлопчик приїхав разом із близьким членом сім'ї Вейєм, якому мати Сяолана наказала доглядати за сином. Це літній мудрий чоловік зі спокійним характером. Хлопчик залишається разом з Вейєм протягом всіх трьох сезонів і в кінці серіалу їде разом з опікуном назад до Гонконгу.
У 19 серії до Лі приїжджає його двоюрідна сестра Лі Мейлін, яка закохана в нього з самого дитинства. Кузина Сяолана — амбітна, злегка зарозуміла і самовпевнена особистість, не володіє магією, тому часто доставляє хлопчиськові неприємності. Однак, Лі ставиться до неї з поблажливістю і дбає про неї як про свою родичку.
В аніме згадуються чотири сестри Сяолана, а показуються вони в першому фільмі — Лі Хуанлянь, Лі Фудє, Лі Феймей і Лі Сюехуа. Мати Сяолана звуть Лі Єлань.

### Характер
Сяолан прибув до Японії твердо переконаним, що тільки він повинен бути володарем Карт Клоу, а не Сакура Кіномото. Він вперше з'являється як антагоніст історії, спіймавши в аніме кілька карт для себе. Початкове ставлення до Сакури було холодним, критичним і соціально незручним; хлопчик навіть не спромігся називати дівчинку на ім'я включно до другого сезону і часто прямо критикував Кіномото за її недоліки і незграбність. Спочатку Сяолан зображений як одинак, враховуючи, що його вчили бути незалежним і впевненим в собі з дитинства. Однак, із розвитком сюжету, і, особливо, з моменту, коли Сакура стала офіційно вважатися новою господинею Карт Клоу, характер Сяолана почав змінюватися, зокрема його ставлення до Сакури, що зробило хлопчика її надійним союзником і улюбленим другом, а також до решти оточуючих: Лі, наприклад, відкрився подрузі Сакури Томойо, якій довірив свій секрет; втім, його відносини з Кероберосом і Тоєй залишилися незмінними.
Поступово почуття дружби у Сяолана до Сакури поглибилося до кохання: хлопчик став частіше червоніти у присутності дівчинки і безумно ревнувати (в основному, до Еріола), коли вона приділяє більше уваги будь-якому іншому чоловікові. Однак, наївна й безневинна Сакура не помічає дивну поведінку Лі і думає про нього просто як про близького друга. І лише після їхньої остаточної магічної дуелі з Еріолом він знайшов у собі мужність зізнатися їй у своїх справжніх почуттях. До кінця серіалу характер Сяолана повністю пом'якшав у порівнянні з його початковим ставленням.
Лі насторожено ставиться до тих, у кого є магічна сила. Коли приїжджає учителька Кахо Мідзукі, він з підозрою спостерігає за нею і завжди попереджає Сакуру про можливу небезпеку. Якщо Лі дивиться на жінку пильно і дуже тривожно, у відповідь Мідзукі йому тільки посміхається. Його ставлення до неї змінюється повністю, коли Кахо Мідзукі допомагає Сакурі в останньому випробуванні.
За характером Сяолан серйозний і цілеспрямований хлопчик, спочатку скептично ставився до здібностей Сакури Кіномото. Людина слова. Чесний, мужній. За сюжетом Лі як би заручений з Мейлін, вони уклали клятву, що до тих пір, поки він когось не покохає по-справжньому, Мейлін буде його нареченою, і при необхідності остання відпустить його. Сяолан сильно поранив Мейлін своїм подальшим зізнанням, але залишився їй потаємним другом. За твердженням Еріола в 52 серії, «рішучість — найкраща якість Сяолана».
Як правило, Сяолан носить форму своєї початкової школи, але в бою його можна побачити одягненим в одяг китайського стилю. Він має коротке темне волосся і великі бурштинові очі, за зростом Лі порівняно невисокий, проте в другому фільмі Cardcaptor Sakura Movie 2: Sealed Card через графічний стиль аніме він здається більш дорослим і високим. Там, за сюжетом, він отримує безліч зелених костюмів для битви від Томойо в боротьбі за пошук антагоніста Карти Порожнечі.

### Здібності
Сяолан Лі — нащадок Клоу Ріда по материнській лінії. Його магія має західні і східні коріння, тому що батьком Клоу Ріда був англієць, а мати — китаянка. Дуже освічений маг, чудово розбирається в класифікації Карт Клоу, прекрасний тактик з гострим розумом і хорошою кмітливістю, але в школі вчиться посередньо, показуючи, правда, вищий клас на уроках фізкультури. Володіє бойовими мистецтвами. Прекрасно володіє зброєю —  мечем та рушницею, зокрема, і є відмінним фехтувальником, що володіє китайським стилем боротьби.
У нього є чарівний компас, за допомогою якого можна виявити Карти Клоу на великій відстані. Як і Сакура, відчуває присутність магічної аури, випромінюваної Картами і людьми з магічними здібностями. Цікавиться археологією, історією Єгипту, тваринами. Під час полювання на Карти Клоу часто одягається в церемоніальний костюм роду Лі зеленого кольору і використовує меч для управління стихіями Вогню, Вітру, Блискавки тощо. Хоча, за власним твердженням, Лі збирається стати господарем Карт Клоу, треба зазначити, що Сяолан насправді може захопити не будь-які карти, оскільки сам акт захоплення може бути виконаний тільки при використанні Магічної Печатки, яка перебуває у Сакури. Однак якщо Сяолан грає важливу роль в ослабленні або лову Карт до їхнього захоплення, після запечатування перемога і, отже, магічна Карта присуджуються йому (в цьому випадку матеріалізовані Карти автономно прилітають до свого власника після захвату). Сакура пише своє ім'я на Картах Клоу мовою ромадзі, а Сяолан — китайськими ієрогліфами.
Як маг, Лі чутливіший до різного роду магічних проявів ніж Сакура. У більшості випадків Сяолан перший виявляв магічну дію Карт Клоу. Можливо, це пояснюється його походженням. Також Сяолану властиво помічати людей, які пов'язані з магією. Особливо це твердження актуально у випадку з міс Мідзукі, новою вчителькою Лі і Кіномото, яка за сюжетом серіалу знайома з реінкарнацією Клоу Ріда Еріолом. Однак, справедливості заради, треба зазначити, що Лі не зміг виявити магічну здатність брата Сакури — Тої — «бачити речі в істинному світлі». У третьому сезоні Сяолан неодноразово підозрював Еріола в причетності до всіх випадків містичного роду, проте у нього не було прямих доказів.

## Взаємовідносини з оточуючими

### Сяолан і Сакура

#### Перший сезон
Вперше Сяолан і Сакура наживо зустрілися у 8 серії, коли посеред навчального року Лі перейшов у клас Кіномото під виглядом учня за обміном. Хлопчик миттєво визначив магічну силу Сакури і спрямував свій погляд на неї, що тільки змусило дівчинку постійно нервувати. Пізніше Керо розповів про походження Лі. Фінальний бій у 8 серії з картою Грому сильно вплинув на Сакуру: вона побачила, наскільки професійно діяв Лі в порівнянні з її спробами. Наприклад, зауваження Сяолана про те, як повернути Грому первісну форму, і що Вітру не впоратися з Громом (тут потрібна карта Тіні), вказувало на величезний пробіл у знаннях Сакури, що непростимо Ловцю Карт.
Спочатку ставлення Сяолана до Сакури межувало на лінії явного нехтування чи презирства, що тривало дуже недовго (три-п'ять серій): дізнавшись, що Сакура вміє поводитися з печаткою, бачить пророчі сни, а також знайома з Юкіто, Сяолан трохи змінив свою точку зору, і відносини Кіномото і Лі перейшли на рівень конкуренції і суперництва. Втім, до явної ненависті ніколи не доходило і не дійшло б: аж надто серйозний характер Лі переважує на терезах його недоліки, врешті-решт, вже в 13 серії він вирішив допомогти Сакурі перемогти карту Сили непомітно для всіх і без будь-якої вигоди для себе. Магічні узи, що зв'язували Сакуру і Сяолана, призвели до того, що парочці довелося діяти спільно при лові Карт Клоу: брак знань і нерішучість Сакури (що цілком зрозуміло з огляду на те, що вона дівчинка) компенсувалися впевненістю і грамотністю Лі — це робило з них прекрасний професійний магічний дует.

#### Другий сезон
Нове дихання у відносини Сяолана і Сакури вніс приїзд його кузини Мейлін. Її наполегливість і запальність, а часто і необережність, підштовхнули його до зосередження на лові Карт і одночасному нагляді за Мейлін. Ставлення до Сакури поступово змінюється, оскільки хлопчикові доводиться частіше відволікатися на саму Мейлін, ніж турбуватися про дії Сакури.
Конкуренція і магічні узи призвели Сяолана і Сакуру до тісної дружби. Проникнення почуттів до Сакури в серці Сяолана було тривалим. Одним з перших ознак зніяковілості через Кіномото є епізод лову карти Повернення в 27 серії, коли дівчинка в знак подяки обняла Лі, і останній з несподіванки просто знітився — той від надлишку почуттів почервонів і знепритомнів. У наступній серії він оторопів, коли Сакура запропонувала сісти ззаду неї на літаючий жезл, але миттєво прийшов до тями. Не зміг Лі впоратися і з почуттями, коли йому довелося ночувати вдома у Сакури в образі Керо в 32 серії. Це був перший етап, коли Сакура почала подобається нащадкові Клоу Ріда. Практично з 33 серії у Сяолана з'являється безперервний інтерес до Сакури, що почався з постійних невимушених поглядів в її бік. Це викликає з його боку занепокоєння за Сакуру і в деякому сенсі турботу про неї: він вже не вважає її слабкою, просить її бути обережнішою і часто поглядає на неї — на ковзанці, атракціонах тощо.
У другому сезоні у порівнянні з першим яскравіше видно, що Сяолан має ніжні почуття до Сакури. У 36 серії хлопчикові стало дуже шкода Сакуру, коли вона втратила годинник, подарований їй Юкіто напередодні, але при цьому нічого не зміг зробити, оскільки був у сум'ятті, і сильно здивувався раптовій силі волі Кіномото під час використання Карти Вогню. Далі, коли Томойо втратила голос, Лі і Сакура прийшли в будинок Дайдодзі, щоб обговорити це. Коли Сонома і Сакура розливали чай, Сяолан довго дивився на майбутню володарку карт, що помітила Томойо. Подруга Сакури написала в зошиті: «Ти не зводиш очей з Сакури», — адресувавши це Лі. Останній почав усе заперечувати і сильно почервонів. У 39 серії Сяолан сильно турбувався за здоров'я Сакури, яка з високою температурою вирішила ловити Карту Хмари. Одним з найяскравішим моментом другого сезону є епізод, коли Лі привиділося, що фільм у кінотеатрі — про нього і Сакуру. Практично Карта Сну показала хлопчикові майбутнє. Пізніше Лі не зміг стриматися перед майбутнім поцілунком Сакури, як на репетиції, так і під час спектаклю «Спляча красуня». Та й помітно, що Сяолан взагалі не може себе вести спокійно, коли Сакура усміхається йому і дякує.

#### Третій сезон
Третій сезон аніме пройшов під девізом ревнощів Сяолана до Сакури через впровадження в їхнє життя Еріола Хірагідзави, нового учня за обміном. А в передостанній серії Сяолан нарешті зізнався Сакурі, що любить її. Ця новина — справжній сюрприз для дівчинки, яка завжди розглядала Лі як близького друга. Роздуми Сакури над її відносинами з Сяоланом перервав дзвінок Томойо, яка повідомила своїй подрузі про відліт хлопчика до Гонконгу і про те, що він більше ніколи не повернеться в Томоеду. У поспіху дівчинка знаходить Сяолана в аеропорту, що тримає домашнього плюшевого ведмедика, якого він думав подарувати Кіномото, але не знайшов підходящого моменту. Вона запитує: «Цей плюшевий ведмедик мені?» — і бере його з рук Сяолана. За сюжетом аніме існує традиція (фактично, вона не японська), що, коли одна людина дарує іншому особисто зроблену іграшку плюшевого ведмедя, й ім'я одержувача збігається з ім'ям іграшки, названої дарувальником, то ці люди будуть завжди разом. Сакура ніколи не бачила і не знала імені «ведмежа», але сам символізм її прийняття іграшки достатньо для припущення, що Сакура повертає почуття Сяолану, незважаючи на їхню раптову появу, і відповідає Лі взаємністю.

#### Другий фільм
У другому фільмі Сяолан повертається до Японії зі своєю двоюрідною сестрою Мейлін, яка телефонувала Томойо Дайдодзі з метою допомоги в плані їхнього повернення до Японії. Мейлін намагається організувати екскурсію для Сакури, щоб остання зізналася Сяоланові у своїх почуттях. Невдалі спроби постійно перериваються курйозами аж до кінця фільму, поки Сяолана не атакує Карта Порожнечі таким чином, щоб Кіномото не втратила найцінніше почуття. У сльозах Сакура зізнається Лі в коханні, вважаючи, що вже занадто пізно, і що Сяолан вже забув свої почуття до неї. Вона починає плакати, але Сяолан з посмішкою відповідає: «Я теж, Сакура!». Через це одкровення дівчинка так зраділа, що необачно стрибнула через великий отвір у підлозі, щоб досягти Сяолана, незважаючи на хвилювання останнього про її безпеку. Фільм закінчується на захоплюючому моменті, зупинці кадру з Сакурою в повітрі на півдорозі до коханого, проте додаткове зображення з випущеного релізу фільму показує, що Сакура зробила стрибок прямо в обійми Сяолана.

#### У манзі
Манга укладає розвиток їхніх відносин дещо по-іншому. Після великого бою, як і в аніме, Сяолан знаходить зручний момент у Парку Пінгвінів і зізнається Сакурі в коханні. Кіномото залишається в стані «м'якого шоку», намагаючись хоч якось відреагувати словесно, в той час як Сяолан після виявлення своїх почуттях говорить їй бути обережною, повертаючись додому, і потім йде. Останній обсяг манги Cardcaptor Sakura орієнтований на спроби дівчинки виробити свої почуття до Сяолана. Вона, зрештою, прибігає до Лі, коли той їде до Гонконгу після закінчення своєї місії в Японії. Сакура з допомогою своїх друзів приходить до висновку, що вона теж любить Сяолана, досягає успіху у сповідуванні своїх почуттів до нього, а також дає йому плюшевого ведмедика, зробленого власними руками. Сяолан обіцяє їй, що він повернеться, як тільки його робота в Гонконгу буде закінчена; Сакура також дає обіцянку чекати на нього, скільки б на це часу не пішло.
Проходить час. Сакура тепер старше і відвідує середню школу, в яку, як завжди, спізнюється. По дорозі на заняття на своєму шляху вона бачить Сяолана, одягненого в шкільну форму Томоеда і тримаючого подарованого йому Сакурою іграшкового ведмедя. Лі радий повідомити дівчині, що через свої гонконгські обов'язки в наш час[коли?] він залишиться в Томоеда для проживання. Тому більше не потрібні листи і телефонні дзвінки. Щаслива Сакура стрибає в обійми Сяолана і радісно вигукує, що вони тепер можуть бути «разом назавжди».

### Сяолан і Керберос
У Сяолана і Кербероса практично ніколи не було гарних відносин: вони часто впадали в жаркі дискусії, при цьому Сяолан називав другого «плюшевою іграшкою» або «опудалом», а Керберос першого поблажливим тоном — «дитиною» і «малюком».
Подібні відносини цієї парочки легко пояснюються тим, що Сяолан черпає свої магічні сили, в основному, від Місяця, в той час як Кероберос — від Сонця, тому вони і не ладнають, що зовсім не схоже на взаємини з Сакурою, повноваження якої, як володарки карт, є баланс між Сонцем і Місяцем. Втім, хоча Лі і Кероберос не ладять, коли Кіномото загрожує небезпека, вони здатні на конструктивну розмову і колективну роботу.

### Сяолан і Юе/Юкіто
При першій зустрічі з Юкіто Лі червоніє і тікає. Хоча Сакура також є прихильницею Юкіто, Сяолан конкурував з нею за його увагу. Оскільки Лі не проявляє інтересу до Кіномото в першому сезоні, створюється враження, що він і Сакура — суперники в лові Карт і в любові. Лі намагався весь час бути першим, на прогулянках крокував разом з Юкіто, змагався з Тоєй за останню іграшку для нього. Згодом Лі перестав червоніти при вигляді Юкіто, і його ставлення до нього можна називати як найвищу ступінь поваги.
З Юе Сяолан вперше зустрівся під час Останнього Випробування. Тоді він легко переміг Лі, і відносини між ними взагалі складно охарактеризувати хоча б з тієї причини, що вони рідко перетиналися. Однак Юе брав активнішу участь у відносинах Сакури і Сяолана ніж Кероберос тому, що йому знайома «ситуація кохання», в якій опинилися повелителька карт і нащадок Клоу Ріда. У 51 серії Юе пояснює Сяолану його дивну поведінку під час зустрічі з Юкіто: родинний зв'язок з Клоу Рідом є всьому причиною, Сяолан хвилюється при зустрічі з Юкіто через те, що відчуває від нього магічну силу Місяця. Якщо Лі заспокоїться і загляне в своє серце, то зрозуміє, кого він насправді любить. А в другому фільмі Юе говорить Сакурі, що повинен бути інший вихід, який не забере у неї найдорожчого почуття. Іншими словами, Зберігач Карт порадив своїй володарці не відмовлятися від кохання.

### Сяолан і Томойо
Практично половину серіалу Сяолан ставився до Томойо лише як до подруги Сакури. Однак у 37 серії настав момент, коли дівчинка звернула увагу, що Лі не зводить очей з Сакури, чим розкрила Сяолана, і їхні відносини змінюються. Згодом, хлопчик відкрив їй свої сердечні таємниці, і вони стали хорошими друзями, хоча це не заважало Томойо часто дражнити Сяолана про його таємне кохання до Сакури або провокувати на ревнощі, вказуючи, як галантний і чарівний Еріол постійно знаходиться поруч із Кіномото. Тим не менш, вона показала себе надійним другом і союзником Сяолана, даючи останньому поради щодо його почуттів до Сакури.

### Сяолан і Тоя
Відносини Сяолана і Тої можна охарактеризувати як «взаємна ненависть з першого погляду». У 8 серії вони мало не побилися, що гарантувало структуру їхніх подальших взаємин у стилі «американських гірок». Візуально їхнє суперництво часто супроводжується «метанням в одне одного блискавок». У 66 серії між Тоєй і Юкіто відбулася розмова, яка розкриває справжню причину настільки холодних відносин між братом Сакури і Сяоланом Лі:
- Т.: Чому я повинен пригощати цього хлопця?
- Ю.: А чим він тобі так не подобається?
- Т.: Не подобається і все.
- Ю.: Чому?
- Т.: Тому що він збирається вкрасти найдорожче для мене прямо у мене з-під носа.

### Сяолан і Еріол/Клоу Рід
Сяолан сприйняв появу Еріола Хіраґідзави негативно, в основному, через те, що останній налагодив хороші стосунки з Сакурою. Тому вже в першій серії третього сезону Лі змінив своє рішення повернутися до Гонконгу і вирішив залишитися з Кіномото на невизначений термін. Томойо відреагувала тоді наступною фразою: «Схоже, у тебе з'явився суперник, і ти вирішив відкласти від'їзд на деякий час». Ревнощі Сяолана до Сакури не залишилися непоміченими й від уважного погляду Еріола: «Мені здається, ти чомусь налаштований проти мене. Я чомусь тебе образив?» — запитав якось Хіраґідзава Сяолана. Зрештою, Еріол відреагував задумливою фразою: «Цікавий екземпляр. Можливо, він зуміє допомогти мені». І тієї ж ночі він змусив Сяолана напасти на Сакуру за допомогою невидимих магічних ниток. Але Лі зумів розпізнати, як ним маніпулюють, викликавши стихію Водяного Дракона, який показав приховані нитки.
Втім, вплив Еріола був здебільшого позитивним, ніж негативним. Хіраґідзава неодноразово допомагав у відносинах Лі і Сакури, попри те, що Сяолан думав, що Еріолу подобається Кіномото. Пізніше Томойо спростувала це припущення Сяолана, зробивши наголос на тому, що «почуття Еріола більш тонкі, він просто оберігає і опікає Сакуру як найдорожчу людину в своєму житті». Еріол же кілька разів туманними натяками допомагав Сяолану намітити правильний шлях у романтичних відносинах з Сакурою, досить згадати фрази Хіраґідзави під час відпочинку в горах, в басейні або на баскетбольному майданчику.
Коли ж Сяолан дізнався про справжню сутність Еріола, і що той не бажає зла Сакурі, його точка зору про нього поліпшилася.